# Le Mystère Picasso
Pour plus de détails, voir Fiche technique et Distribution.
Le Mystère Picasso est un film documentaire français réalisé par Henri-Georges Clouzot, sorti en 1955.

## Argument
Le réalisateur a filmé Picasso en train de peindre sur un papier spécialement choisi pour l'occasion dont les spécificités permettent de voir le dessin en train de se faire par la caméra, mais de ne pas voir Picasso derrière en train de peindre.

## Fiche technique
- Réalisation : Henri-Georges Clouzot
- Photo : Claude Renoir
- Musique : Georges Auric
- Montage : Henri Colpi
- Son : Joseph de Bretagne
- Production : Henri-Georges Clouzot
- Société de production : Filmsonor
- Société de distribution : Gaumont
- Format : Couleurs et Noir et Blanc - Mono et Cinemascope.
- Pays de production :  France
- Durée : 78 minutes
- Date de sortie :
  - France : 2 mai 1956 (Festival de Cannes)
  - France : 2 mai 1956 (en salles)
  - Belgique : 28 septembre 1956
  - États-Unis : 7 octobre 1957 (New York)

## Distribution
- Pablo Picasso : lui-même
- Henri-Georges Clouzot : lui-même (non crédité)
- Claude Renoir : lui-même (non crédité)

## Distinctions
Le film a été présenté au festival de Cannes de 1956, où il a reçu le Prix Spécial du Jury à l'unanimité.
Il a également été présenté hors-compétition au festival de Cannes de 1982.

## Commentaires
- Henri-Georges Clouzot s'est contenté de filmer Picasso en train de peindre, avec des plans-séquence en caméra fixe.
- En revanche, l'utilisation de la couleur est remarquable, car lorsque l'artiste dessine au crayon ou au fusain, le film est en noir et blanc ; mais quand il se met à peindre, les couleurs apparaissent.

L'idée d’une représentation en transparence par la peinture sur verre, n’a rien de révolutionnaire. La contemplation du work in progress n’était jamais qu’un épisode relativement court d’une composition didactique, multipliant les procédés d’approches et les points de vue. Or c'est de ce petit épisode que Clouzot tire tout son film. Il faut souligner cette audace.

« Le Mystère Picasso ne se borne pas à être un long métrage, là où l'on n’osait pas s’aventurer au-delà de 50 minutes, c'est l'unique développement de quelques-unes de ces minutes par élimination de tout élément biographique descriptif et didactique. Ainsi, Clouzot a rejeté l’atout que tout le monde aurait gardé : la variété. C'est qu’à ses yeux seule la création constituait l’élément spectaculaire authentique, c’est-à-dire cinématographique. »

## Quand Clouzot rencontre Picasso
La rencontre entre Clouzot et Picasso est de trente ans antérieure au film. Dès le milieu des années 1920, Clouzot, provincial âgé de dix-huit ans, s’installe à Paris et suit son oncle dans les cénacles artistiques. Il ébauche alors une amitié avec le peintre, déjà admiré et courtisé.
Le projet d’une collaboration est évoqué pour la première fois en 1952, alors que les deux hommes sont désormais voisins, Picasso vivant à Vallauris et Clouzot, auréolé du succès du Salaire de la peur, à Saint-Paul. «  C’est une bonne idée, il faudra en reparler » sont les mots du peintre quand Clouzot expose l’idée de faire « un film ensemble ».
Le projet ne sera relancé que trois ans plus tard, au moment où Clouzot s’affirme dans la pratique de la peinture. Il a présenté ses toiles à Braque, puis à Picasso, qui se montre assez critique, mais très attentif.
Des mésententes subsistent quant au bien-fondé de cette collaboration, notamment quand Picasso propose à Clouzot de lui écrire un scénario. Il se fait alors éconduire par le cinéaste, qui lui explique qu’il est préférable que chacun reste à sa place, et que c’est la rencontre entre les deux hommes qui l’intéresse, pas la substitution de leurs talents respectifs.
Puis, au printemps 1955, Picasso appelle Clouzot pour lui parler de stylos feutres fabriqués aux États-Unis, et qu’il vient de recevoir. Ces stylos ont la particularité d’avoir une encre capable de transpercer tout un bloc de pages, et a fortiori une toile. Le déclic s’opère, le procédé est trouvé : filmer la toile à l’envers et ainsi «assister à l’œuvre de création».
Au départ, les deux hommes, qui louent à leur frais les studios de la Victorine à Nice, entendent réaliser un court métrage de 10 minutes. Évidemment, l’ampleur du projet demandera beaucoup plus de temps et de métrages…

### Atmosphère niçoise
Le tournage se déroule pendant les mois de juillet, août et septembre 1955.
Le silence est de rigueur sur le plateau. Picasso travaille...Surtout ne pas distraire sa concentration. Ainsi, il en oublie presque la caméra. Il est tout entier dans son œuvre...Clouzot l'observe...
Paradoxalement, ce sera justement l’objection que des mauvais esprits tenteront de lui faire : « Au fond, qu’a fait d’autre Clouzot à part dire moteur et coupez ».
Mais Clouzot témoigne ici d’une parfaite culture picturale. On sait qu'il peint à ses heures, et qu’il s’intéresse de près aux choses de la peinture. En définitive, Le Mystère Picasso est bien un film de Clouzot, il y a démontré tout le mécanisme créateur d’un artiste, il a conduit Picasso jusqu’à un degré extrême de tension et de fatigue.
Sur toute la Côte d'Azur s’était répandu le mot que Clouzot réalisait un film sur Picasso, et la curiosité a amené sur le plateau et aux projections de grandes personnalités telles que Prévert, Cocteau ou l'acteur-réalisateur Louis Daquin.